# Sandro Sukno
Sandro Sukno (ur. 30 czerwca 1990) – chorwacki piłkarz wodny. Złoty medalista olimpijski z Londynu.
Zawody w 2012 były jego pierwszymi igrzyskami olimpijskimi. Chorwaci triumfowali, w finale pokonując Włochów.
Jego ojciec Goran Sukno jest złotym medalistą olimpijskim z 1984 roku w barwach Jugosławii.

## Odznaczenia
- Order Księcia Branimira (2017)[2]